# USS Experiment (1832)
USS Experiment był szkunerem służącym w United States Navy w latach 30 i 40 XIX wieku. Był drugą jednostką noszącą tę nazwę.
Okręt został zbudowany w 1831 w stoczni Washington Navy Yard. Udał się na testy do zatoki Chesapeake w kwietniu 1832. Dowódcą został podporucznik William Mervine.
Do połowy 1833 szkuner pływał w pobliżu wybrzeża Atlantyku pomiędzy Bostonem i Charleston. Po naprawach w Norfolk popłynął do Indii Zachodnich. Do Nowego Jorku wrócił w czerwcu 1835. W czasie pozostałych 3 lat służby był często wykorzystywany jako okręt badawczy. W latach 1839–1848, gdy został sprzedany, pełnił rolę okrętu koszarowego dla rekrutów w Filadelfii.